# Caparde (Federacja Bośni i Hercegowiny)
Caparde – wieś w Bośni i Hercegowinie, w Federacji Bośni i Hercegowiny, w kantonie tuzlańskim, w gminie Lukavac. W 2013 roku liczyła 1289 mieszkańców, z czego większość stanowili Boszniacy.